# Міхаловиці (гміна Собутка)
Міхаловиці (пол. Michałowice, нім. Michelwitz) — село в Польщі, у гміні Собутка Вроцлавського повіту Нижньосілезького воєводства.
Населення — 194 особи (2011).

## Демографія
Демографічна структура станом на 31 березня 2011 року:
|          | Загалом | Допрацездатний вік | Працездатний вік | Постпрацездатний вік |
| -------- | ------- | ------------------ | ---------------- | -------------------- |
| Чоловіки | 91      | 19                 | 64               | 8                    |
| Жінки    | 103     | 26                 | 57               | 20                   |
| Разом    | 194     | 45                 | 121              | 28                   |